# Estonia en los Juegos Paralímpicos
Estonia en los Juegos Paralímpicos está representada por el Comité Paralímpico Estonio, miembro del Comité Paralímpico Internacional.
Ha participado en nueve ediciones de los Juegos Paralímpicos de Verano, su primera presencia tuvo lugar en Barcelona 1992. El país ha obtenido un total de 19 medallas en las ediciones de verano: 4 de oro, 8 de plata y 7 de bronce.
En los Juegos Paralímpicos de Invierno ha participado en cinco ediciones, siendo Albertville 1992 su primera aparición en estos Juegos. El país ha obtenido una sola medalla en las ediciones de invierno: bronce en Lillehammer 1994.

## Medallero

### Por edición
| Evento              | Oro | Plata | Bronce | Total |
| ------------------- | --- | ----- | ------ | ----- |
| Barcelona 1992      | 0   | 2     | 1      | 3     |
| Atlanta 1996        | 3   | 4     | 2      | 9     |
| Sídney 2000         | 1   | 1     | 3      | 5     |
| Atenas 2004         | 0   | 1     | 0      | 1     |
| Pekín 2008          | 0   | 0     | 1      | 1     |
| Londres 2012        | 0   | 0     | 0      | 0     |
| Río de Janeiro 2016 | 0   | 0     | 0      | 0     |
| Tokio 2020          | 0   | 0     | 0      | 0     |
| París 2024          | 0   | 0     | 0      | 0     |
| TOTAL               | 4   | 8     | 7      | 19    |

| Evento              | Oro | Plata | Bronce | Total |
| ------------------- | --- | ----- | ------ | ----- |
| Albertville 1992    | 0   | 0     | 0      | 0     |
| Lillehammer 1994    | 0   | 0     | 1      | 1     |
| Nagano 1998         | 0   | 0     | 0      | 0     |
| Salt Lake City 2002 | 0   | 0     | 0      | 0     |
| 2006 – 2018         | –   | –     | –      | –     |
| Pekín 2022          | 0   | 0     | 0      | 0     |
| TOTAL               | 0   | 0     | 1      | 1     |

### Por deporte
| Evento    | Oro | Plata | Bronce | Total |
| --------- | --- | ----- | ------ | ----- |
| Atletismo | 2   | 3     | 4      | 9     |
| Natación  | 2   | 5     | 3      | 10    |
| TOTAL     | 4   | 8     | 7      | 19    |

| Evento         | Oro | Plata | Bronce | Total |
| -------------- | --- | ----- | ------ | ----- |
| Esquí de fondo | 0   | 0     | 1      | 1     |
| TOTAL          | 0   | 0     | 1      | 1     |